# Manor House (Metropolitano de Londres)
Manor House é uma estação que pertence ao sistema de metropolitano de Londres.